# Wilhelm Upilio
Wilhelm Upilio, latinisiert aus Wilhelm Schefferlein (auch Opilio bzw. Scheffer; geboren in Windsheim; gestorben 1594) war ein deutscher Arzt.

## Leben
Wilhelm Schefferlein wurde in Windsheim, dem heutigen Bad Windsheim in Mittelfranken, geboren. Ab 1572 war er praktischer Arzt in Kitzingen. 1574 wurde er Stadtphysikus in Neustadt an der Saale. Unter dem Würzburger Fürstbischof Julius Echter von Mespelbrunn, der ihn 1581 nach Würzburg berief und für den er als Leibarzt tätig war, wurde er erster Spitalarzt am Juliusspital in Würzburg, wo er von 1581 bis Anfang 1594 wirkte. Wilhelm Schefferlein bzw. Upilio war auch Direktor des Spitals, dessen Bau 1584 weitgehend abgeschlossen war. 1582 war Wilhelm Upilio Gründungsmitglied der Medizinischen Fakultät der Julius-Maximilians-Universität Würzburg, der er ab 1591 als Dekan vorstand. Zwischen 1569 und 1594 hatte er 17 astrologische Kalender verfasst, die unter anderem günstige Aderlasszeiten enthalten. Nachfolger Upilios wurde 1594 Georg Johannes Stengel, der als Professor bis 1619 am Juliusspital wirkte.
Wilhelm Upilios Sohn war der Arzt Christoph Upilio.